# Julio Ribera
Julio Ribera Trucó, usando en sus inicios seudónimos como Jules McSide o Bop (Barcelona, España; 20 de marzo de 1927-Cognin, Saboya, Francia; 27 de mayo de 2018) fue un historietista y guionista español nacionalizado francés.

## Biografía

### Inicios profesionales
Julio Ribera trabajó como músico de jazz antes de iniciar su carrera profesional como dibujante en Ediciones Éxito, propiedad del también historietista Pedro Alférez, pasando luego a Publicaciones Ibero Americanas, donde ilustró los cuadernos Robín y el Murciélago y El Vagabundo.
Tras trabajar para revistas de Ediciones Cliper como Nicolás (Lope Carota) y Florita (Rosy, Pirulina) y a pesar de obtener un gran éxito con Platillos Volantes para Editorial Ricart, Julio Ribera se trasladó a Francia en 1954. El mismo día que cogió el avión se había casado con su mujer.

### Primeros pasos en Francia (1954-1973)
Debutó en Francia en las revistas juveniles "Zorro", "Le Semanaire de Suzette" y "Bayard", además de ilustrar álbumes y novelas para las editoriales Bias, Opera Mundi y Hallandier.
Después de entrar en "France Soir", trabajó a partir de 1965 en la revista Pilote, creando series como Dracurella (1973-1979).

### Madurez (1974-)
A instancias de Henri Filippini, el guionista Christian Godard y Julio Ribera crearon en 1974 la serie Le Vagabond des Limbes. En 1994, harían lo propio con Le Grand Scandale.
En 2004, Ribera comenzó 'Montserrat - Souvenirs de la Guerre Civile'.

## Obra
| Años      | Título                              | Guionista        | Tipo   | Publicación           | Género          |
| --------- | ----------------------------------- | ---------------- | ------ | --------------------- | --------------- |
| 1955      | Platillos Volantes                  |                  | Serial | Ricart                | Ciencia ficción |
| 1955      | Pistol Tom                          |                  | Serie  | Zorro (Chapelle)      | Oesteada        |
| 1956-1960 | Tony Sextant, ciudadano del espacio | Aquaviva         | Serie  | Bayard (Bonne Presse) | Ciencia ficción |
| 1973      | Dracurella                          |                  |        |                       |                 |
| 1975-     | Le Vagabond des Limbes              | Christian Godard | Serial | Hachette              | Ciencia ficción |